# Champion des champions de snooker 2019
Le champion des champions 2019 est un tournoi de snooker non classé faisant partie de la saison 2019-2020.
L'épreuve s'est tenue du 4 au 10 novembre 2019 à la Ricoh Arena de Coventry en Angleterre. Elle est organisée par la WPBSA et parrainée par la société ManBetX. C'est la neuvième édition de ce tournoi, lequel fut organisé pour la première fois en 1978. Le tournoi rassemble seize participants. La plupart d'entre eux ont gagné un tournoi du circuit mondial de snooker (World Snooker Tour en anglais) lors de la dernière saison. Pour la première fois de l'histoire du tournoi, la championne du monde de snooker féminin a également été invitée à participer. Comme cette épreuve n'est ouverte qu'à une petite partie des joueurs professionnels, elle n'offre pas de points au classement mondial. 
Ronnie O'Sullivan en est le tenant du titre, lui qui avait battu Kyren Wilson 10 manches à 9 en finale de la dernière édition. Il perd en demi-finale contre Neil Robertson (6-5). Robertson gagne ensuite le tournoi en battant le champion du monde en titre Judd Trump en finale (10-9), alors qu'il était hors-score dans l'avant dernière partie. Vingt centuries ont été réalisés tout au long du tournoi, dont huit en finale. Le break le plus élevé est détenu par Mark Allen, avec un break de 140 points en demi-finale face à Judd Trump. La compétition dispose d'une dotation totale s'élevant à 440 000 £, dont 150 000 reviennent au vainqueur.

## Déroulement

### Contexte avant le tournoi
Le champion des champions est un tournoi de catégorie non classée qui s'est déroulé pour la première fois en 1978. Il a lieu annuellement depuis 2013,. Ce tournoi réunit uniquement les vainqueurs des tournois qui se sont disputés depuis l'édition précédente, qu'ils soient classés, non classés ou alternatifs. La championne du monde de snooker féminin et le champion du monde de snooker seniors font également partie des participants,. C'est la première fois que la championne du monde de snooker féminin peut participer. En revanche, c'est la seconde fois que le champion du monde seniors est invité. Il s'agissait de Steve Davis en 2014. L'événement compte donc un total de 16 participants. C'est la raison pour laquelle il ne permet pas aux participants d'obtenir des points au classement. L'édition 2019 se déroule du 4 au 10 novembre 2019 à la Ricoh Arena de Coventry, en Angleterre. Le vainqueur remporte une prime de 150 000 £. L'épreuve est organisée par Matchroom Sport, diffusée par ITV4 et parrainée par la société de paris sportifs ManBetX,.
Les participants sont répartis dans quatre groupes de quatre joueurs chacun. L'épreuve avance au rythme d'un groupe par jour, avec la finale du groupe (le match de quart de finale) ayant lieu le même jour. La première demi-finale est disputée le 8 novembre, et la seconde le 9 novembre. La finale est jouée le 10 novembre. Le format des rencontres change au fur et à mesure que la compétition avance ; les matchs du premier tour sont joués en quatre manches gagnantes (au meilleurs des 7 manches), la finale des groupes et les demi-finales sont jouées en six manches gagnantes (au meilleur des 11 manches), et la finale est jouée en dix manches gagnantes (au meilleur des 19 manches), en deux sessions. Le tenant du titre est Ronnie O'Sullivan qui s'était imposé contre Kyren Wilson en finale 10 à 9. Il est de fait automatiquement qualifié pour l'édition suivante. 

### Faits marquants
O'Sullivan est éliminé en demi-finales par l'australien Neil Robertson. C'est la première fois qu'il n'atteint pas la finale de ce tournoi.
Robertson remporte le tournoi pour la deuxième fois de sa carrière. Il obtient la victoire au terme du finale très serrée face à Judd Trump, s'imposant en manche décisive 10-9. La finale était d'un niveau très élevé puisqu'elle compte huit centuries, dont cinq réalisés par Robertson.

## Dotation
La répartition des prix est la suivante :
- Vainqueur : 150 000 £
- Finaliste : 60 000 £
- Demi-finaliste : 30 000 £
- Finaliste du groupe : 17 500 £
- Demi-finaliste du groupe : 12 500 £
- Dotation totale : 440 000 £

La dotation totale a été augmentée de 70 000 £ par rapport à l'an passé. Le prix du vainqueur a lui aussi augmenté puisqu'il est passé de 50 000 £ en 2018 à 150 000 £ cette année. 

## Joueurs qualifiés
Les joueurs qualifiés sont les joueurs ayant remporté les épreuves classées, non-classées et alternatives depuis l'édition précédente du tournoi. Notons que le championnat du monde féminin et le championnat du monde seniors ont été ajoutés à la liste des tournois éligibles.
Les vainqueurs des seize premiers tournois (voir liste ci-dessous) étaient certains de participer. Judd Trump s'est qualifié en gagnant six des seize tournois, soit le plus grand nombre de tournois gagnés par un joueur.
| Tournoi                                       | Date de la finale du tournoi | Vainqueur          | Joueurs qualifiés | Date de qualification des joueurs |
| --------------------------------------------- | ---------------------------- | ------------------ | --- | --- |
| Champion des champions 2018                   | 11 novembre 2018             | Ronnie O'Sullivan  | Ronnie O'Sullivan Judd Trump Kyren Wilson Matthew Selt Martin Gould Neil Roberston Shaun Murphy Mark Selby Mark Allen Stuart Bingham John Higgins Yan Bingtao Stephen Maguire Thepchaiya Un-Nooh Reanne Evans Jimmy White | 11 novembre 2018 20 janvier 2019 10 février 2019 3 mars 2019 14 mars 2019 7 avril 2019 29 septembre 2019 20 octobre 2019 16 décembre 2018 17 mars 2019 6 mai 2019 28 juillet 2019 30 juillet 2019 24 février 2019 15 septembre 2019 1er novembre 2019 |
| Championnat du Royaume-Uni 2018               | 9 décembre 2018              | Ronnie O'Sullivan  | Ronnie O'Sullivan Judd Trump Kyren Wilson Matthew Selt Martin Gould Neil Roberston Shaun Murphy Mark Selby Mark Allen Stuart Bingham John Higgins Yan Bingtao Stephen Maguire Thepchaiya Un-Nooh Reanne Evans Jimmy White | 11 novembre 2018 20 janvier 2019 10 février 2019 3 mars 2019 14 mars 2019 7 avril 2019 29 septembre 2019 20 octobre 2019 16 décembre 2018 17 mars 2019 6 mai 2019 28 juillet 2019 30 juillet 2019 24 février 2019 15 septembre 2019 1er novembre 2019 |
| Masters 2019                                  | 20 janvier 2019              | Judd Trump         | Ronnie O'Sullivan Judd Trump Kyren Wilson Matthew Selt Martin Gould Neil Roberston Shaun Murphy Mark Selby Mark Allen Stuart Bingham John Higgins Yan Bingtao Stephen Maguire Thepchaiya Un-Nooh Reanne Evans Jimmy White | 11 novembre 2018 20 janvier 2019 10 février 2019 3 mars 2019 14 mars 2019 7 avril 2019 29 septembre 2019 20 octobre 2019 16 décembre 2018 17 mars 2019 6 mai 2019 28 juillet 2019 30 juillet 2019 24 février 2019 15 septembre 2019 1er novembre 2019 |
| Championnat du monde 2019                     | 6 mai 2019                   | Judd Trump         | Ronnie O'Sullivan Judd Trump Kyren Wilson Matthew Selt Martin Gould Neil Roberston Shaun Murphy Mark Selby Mark Allen Stuart Bingham John Higgins Yan Bingtao Stephen Maguire Thepchaiya Un-Nooh Reanne Evans Jimmy White | 11 novembre 2018 20 janvier 2019 10 février 2019 3 mars 2019 14 mars 2019 7 avril 2019 29 septembre 2019 20 octobre 2019 16 décembre 2018 17 mars 2019 6 mai 2019 28 juillet 2019 30 juillet 2019 24 février 2019 15 septembre 2019 1er novembre 2019 |
| Masters d'Allemagne 2019                      | 2 février 2019               | Kyren Wilson       | Ronnie O'Sullivan Judd Trump Kyren Wilson Matthew Selt Martin Gould Neil Roberston Shaun Murphy Mark Selby Mark Allen Stuart Bingham John Higgins Yan Bingtao Stephen Maguire Thepchaiya Un-Nooh Reanne Evans Jimmy White | 11 novembre 2018 20 janvier 2019 10 février 2019 3 mars 2019 14 mars 2019 7 avril 2019 29 septembre 2019 20 octobre 2019 16 décembre 2018 17 mars 2019 6 mai 2019 28 juillet 2019 30 juillet 2019 24 février 2019 15 septembre 2019 1er novembre 2019 |
| Grand Prix mondial 2019                       | 10 février 2019              | Judd Trump         | Ronnie O'Sullivan Judd Trump Kyren Wilson Matthew Selt Martin Gould Neil Roberston Shaun Murphy Mark Selby Mark Allen Stuart Bingham John Higgins Yan Bingtao Stephen Maguire Thepchaiya Un-Nooh Reanne Evans Jimmy White | 11 novembre 2018 20 janvier 2019 10 février 2019 3 mars 2019 14 mars 2019 7 avril 2019 29 septembre 2019 20 octobre 2019 16 décembre 2018 17 mars 2019 6 mai 2019 28 juillet 2019 30 juillet 2019 24 février 2019 15 septembre 2019 1er novembre 2019 |
| Open d'Inde 2019                              | 3 mars 2019                  | Matthew Selt       | Ronnie O'Sullivan Judd Trump Kyren Wilson Matthew Selt Martin Gould Neil Roberston Shaun Murphy Mark Selby Mark Allen Stuart Bingham John Higgins Yan Bingtao Stephen Maguire Thepchaiya Un-Nooh Reanne Evans Jimmy White | 11 novembre 2018 20 janvier 2019 10 février 2019 3 mars 2019 14 mars 2019 7 avril 2019 29 septembre 2019 20 octobre 2019 16 décembre 2018 17 mars 2019 6 mai 2019 28 juillet 2019 30 juillet 2019 24 février 2019 15 septembre 2019 1er novembre 2019 |
| Championnat des joueurs 2019                  | 10 mars 2019                 | Ronnie O'Sullivan  | Ronnie O'Sullivan Judd Trump Kyren Wilson Matthew Selt Martin Gould Neil Roberston Shaun Murphy Mark Selby Mark Allen Stuart Bingham John Higgins Yan Bingtao Stephen Maguire Thepchaiya Un-Nooh Reanne Evans Jimmy White | 11 novembre 2018 20 janvier 2019 10 février 2019 3 mars 2019 14 mars 2019 7 avril 2019 29 septembre 2019 20 octobre 2019 16 décembre 2018 17 mars 2019 6 mai 2019 28 juillet 2019 30 juillet 2019 24 février 2019 15 septembre 2019 1er novembre 2019 |
| Championnat de la ligue 2019                  | 14 mars 2019                 | Martin Gould       | Ronnie O'Sullivan Judd Trump Kyren Wilson Matthew Selt Martin Gould Neil Roberston Shaun Murphy Mark Selby Mark Allen Stuart Bingham John Higgins Yan Bingtao Stephen Maguire Thepchaiya Un-Nooh Reanne Evans Jimmy White | 11 novembre 2018 20 janvier 2019 10 février 2019 3 mars 2019 14 mars 2019 7 avril 2019 29 septembre 2019 20 octobre 2019 16 décembre 2018 17 mars 2019 6 mai 2019 28 juillet 2019 30 juillet 2019 24 février 2019 15 septembre 2019 1er novembre 2019 |
| Championnat du circuit 2019                   | 24 mars 2019                 | Ronnie O'Sullivan  | Ronnie O'Sullivan Judd Trump Kyren Wilson Matthew Selt Martin Gould Neil Roberston Shaun Murphy Mark Selby Mark Allen Stuart Bingham John Higgins Yan Bingtao Stephen Maguire Thepchaiya Un-Nooh Reanne Evans Jimmy White | 11 novembre 2018 20 janvier 2019 10 février 2019 3 mars 2019 14 mars 2019 7 avril 2019 29 septembre 2019 20 octobre 2019 16 décembre 2018 17 mars 2019 6 mai 2019 28 juillet 2019 30 juillet 2019 24 février 2019 15 septembre 2019 1er novembre 2019 |
| Open de Chine 2019                            | 7 avril 2019                 | Neil Roberston     | Ronnie O'Sullivan Judd Trump Kyren Wilson Matthew Selt Martin Gould Neil Roberston Shaun Murphy Mark Selby Mark Allen Stuart Bingham John Higgins Yan Bingtao Stephen Maguire Thepchaiya Un-Nooh Reanne Evans Jimmy White | 11 novembre 2018 20 janvier 2019 10 février 2019 3 mars 2019 14 mars 2019 7 avril 2019 29 septembre 2019 20 octobre 2019 16 décembre 2018 17 mars 2019 6 mai 2019 28 juillet 2019 30 juillet 2019 24 février 2019 15 septembre 2019 1er novembre 2019 |
| Championnat international 2019                | 11 août 2019                 | Judd Trump         | Ronnie O'Sullivan Judd Trump Kyren Wilson Matthew Selt Martin Gould Neil Roberston Shaun Murphy Mark Selby Mark Allen Stuart Bingham John Higgins Yan Bingtao Stephen Maguire Thepchaiya Un-Nooh Reanne Evans Jimmy White | 11 novembre 2018 20 janvier 2019 10 février 2019 3 mars 2019 14 mars 2019 7 avril 2019 29 septembre 2019 20 octobre 2019 16 décembre 2018 17 mars 2019 6 mai 2019 28 juillet 2019 30 juillet 2019 24 février 2019 15 septembre 2019 1er novembre 2019 |
| Masters de Shanghai 2019                      | 15 septembre 2019            | Ronnie O'Sullivan  | Ronnie O'Sullivan Judd Trump Kyren Wilson Matthew Selt Martin Gould Neil Roberston Shaun Murphy Mark Selby Mark Allen Stuart Bingham John Higgins Yan Bingtao Stephen Maguire Thepchaiya Un-Nooh Reanne Evans Jimmy White | 11 novembre 2018 20 janvier 2019 10 février 2019 3 mars 2019 14 mars 2019 7 avril 2019 29 septembre 2019 20 octobre 2019 16 décembre 2018 17 mars 2019 6 mai 2019 28 juillet 2019 30 juillet 2019 24 février 2019 15 septembre 2019 1er novembre 2019 |
| Championnat de Chine 2019                     | 29 septembre 2019            | Shaun Murphy       | Ronnie O'Sullivan Judd Trump Kyren Wilson Matthew Selt Martin Gould Neil Roberston Shaun Murphy Mark Selby Mark Allen Stuart Bingham John Higgins Yan Bingtao Stephen Maguire Thepchaiya Un-Nooh Reanne Evans Jimmy White | 11 novembre 2018 20 janvier 2019 10 février 2019 3 mars 2019 14 mars 2019 7 avril 2019 29 septembre 2019 20 octobre 2019 16 décembre 2018 17 mars 2019 6 mai 2019 28 juillet 2019 30 juillet 2019 24 février 2019 15 septembre 2019 1er novembre 2019 |
| Open mondial 2019                             | 3 novembre 2019              | Judd Trump         | Ronnie O'Sullivan Judd Trump Kyren Wilson Matthew Selt Martin Gould Neil Roberston Shaun Murphy Mark Selby Mark Allen Stuart Bingham John Higgins Yan Bingtao Stephen Maguire Thepchaiya Un-Nooh Reanne Evans Jimmy White | 11 novembre 2018 20 janvier 2019 10 février 2019 3 mars 2019 14 mars 2019 7 avril 2019 29 septembre 2019 20 octobre 2019 16 décembre 2018 17 mars 2019 6 mai 2019 28 juillet 2019 30 juillet 2019 24 février 2019 15 septembre 2019 1er novembre 2019 |
| Open d'Irlande du Nord 2018                   | 18 novembre 2018             | Judd Trump         | Ronnie O'Sullivan Judd Trump Kyren Wilson Matthew Selt Martin Gould Neil Roberston Shaun Murphy Mark Selby Mark Allen Stuart Bingham John Higgins Yan Bingtao Stephen Maguire Thepchaiya Un-Nooh Reanne Evans Jimmy White | 11 novembre 2018 20 janvier 2019 10 février 2019 3 mars 2019 14 mars 2019 7 avril 2019 29 septembre 2019 20 octobre 2019 16 décembre 2018 17 mars 2019 6 mai 2019 28 juillet 2019 30 juillet 2019 24 février 2019 15 septembre 2019 1er novembre 2019 |
| Open d'Écosse 2018                            | 16 décembre 2018             | Mark Allen         | Ronnie O'Sullivan Judd Trump Kyren Wilson Matthew Selt Martin Gould Neil Roberston Shaun Murphy Mark Selby Mark Allen Stuart Bingham John Higgins Yan Bingtao Stephen Maguire Thepchaiya Un-Nooh Reanne Evans Jimmy White | 11 novembre 2018 20 janvier 2019 10 février 2019 3 mars 2019 14 mars 2019 7 avril 2019 29 septembre 2019 20 octobre 2019 16 décembre 2018 17 mars 2019 6 mai 2019 28 juillet 2019 30 juillet 2019 24 février 2019 15 septembre 2019 1er novembre 2019 |
| Open du Pays de Galles 2019                   | 17 février 2019              | Neil Roberston     | Ronnie O'Sullivan Judd Trump Kyren Wilson Matthew Selt Martin Gould Neil Roberston Shaun Murphy Mark Selby Mark Allen Stuart Bingham John Higgins Yan Bingtao Stephen Maguire Thepchaiya Un-Nooh Reanne Evans Jimmy White | 11 novembre 2018 20 janvier 2019 10 février 2019 3 mars 2019 14 mars 2019 7 avril 2019 29 septembre 2019 20 octobre 2019 16 décembre 2018 17 mars 2019 6 mai 2019 28 juillet 2019 30 juillet 2019 24 février 2019 15 septembre 2019 1er novembre 2019 |
| Open d'Angleterre 2019                        | 20 octobre 2019              | Mark Selby         | Ronnie O'Sullivan Judd Trump Kyren Wilson Matthew Selt Martin Gould Neil Roberston Shaun Murphy Mark Selby Mark Allen Stuart Bingham John Higgins Yan Bingtao Stephen Maguire Thepchaiya Un-Nooh Reanne Evans Jimmy White | 11 novembre 2018 20 janvier 2019 10 février 2019 3 mars 2019 14 mars 2019 7 avril 2019 29 septembre 2019 20 octobre 2019 16 décembre 2018 17 mars 2019 6 mai 2019 28 juillet 2019 30 juillet 2019 24 février 2019 15 septembre 2019 1er novembre 2019 |
| Open de Gibraltar 2019                        | 17 mars 2019                 | Stuart Bingham     | Ronnie O'Sullivan Judd Trump Kyren Wilson Matthew Selt Martin Gould Neil Roberston Shaun Murphy Mark Selby Mark Allen Stuart Bingham John Higgins Yan Bingtao Stephen Maguire Thepchaiya Un-Nooh Reanne Evans Jimmy White | 11 novembre 2018 20 janvier 2019 10 février 2019 3 mars 2019 14 mars 2019 7 avril 2019 29 septembre 2019 20 octobre 2019 16 décembre 2018 17 mars 2019 6 mai 2019 28 juillet 2019 30 juillet 2019 24 février 2019 15 septembre 2019 1er novembre 2019 |
| Championnat du monde 2019 finaliste           | 6 mai 2019                   | John Higgins       | Ronnie O'Sullivan Judd Trump Kyren Wilson Matthew Selt Martin Gould Neil Roberston Shaun Murphy Mark Selby Mark Allen Stuart Bingham John Higgins Yan Bingtao Stephen Maguire Thepchaiya Un-Nooh Reanne Evans Jimmy White | 11 novembre 2018 20 janvier 2019 10 février 2019 3 mars 2019 14 mars 2019 7 avril 2019 29 septembre 2019 20 octobre 2019 16 décembre 2018 17 mars 2019 6 mai 2019 28 juillet 2019 30 juillet 2019 24 février 2019 15 septembre 2019 1er novembre 2019 |
| Masters de Riga 2019                          | 28 juillet 2019              | Yan Bingtao        | Ronnie O'Sullivan Judd Trump Kyren Wilson Matthew Selt Martin Gould Neil Roberston Shaun Murphy Mark Selby Mark Allen Stuart Bingham John Higgins Yan Bingtao Stephen Maguire Thepchaiya Un-Nooh Reanne Evans Jimmy White | 11 novembre 2018 20 janvier 2019 10 février 2019 3 mars 2019 14 mars 2019 7 avril 2019 29 septembre 2019 20 octobre 2019 16 décembre 2018 17 mars 2019 6 mai 2019 28 juillet 2019 30 juillet 2019 24 février 2019 15 septembre 2019 1er novembre 2019 |
| Coupe du monde 2019                           | 30 juillet 2019              | Stephen Maguire    | Ronnie O'Sullivan Judd Trump Kyren Wilson Matthew Selt Martin Gould Neil Roberston Shaun Murphy Mark Selby Mark Allen Stuart Bingham John Higgins Yan Bingtao Stephen Maguire Thepchaiya Un-Nooh Reanne Evans Jimmy White | 11 novembre 2018 20 janvier 2019 10 février 2019 3 mars 2019 14 mars 2019 7 avril 2019 29 septembre 2019 20 octobre 2019 16 décembre 2018 17 mars 2019 6 mai 2019 28 juillet 2019 30 juillet 2019 24 février 2019 15 septembre 2019 1er novembre 2019 |
| Coupe du monde 2019                           | 30 juillet 2019              | John Higgins       | Ronnie O'Sullivan Judd Trump Kyren Wilson Matthew Selt Martin Gould Neil Roberston Shaun Murphy Mark Selby Mark Allen Stuart Bingham John Higgins Yan Bingtao Stephen Maguire Thepchaiya Un-Nooh Reanne Evans Jimmy White | 11 novembre 2018 20 janvier 2019 10 février 2019 3 mars 2019 14 mars 2019 7 avril 2019 29 septembre 2019 20 octobre 2019 16 décembre 2018 17 mars 2019 6 mai 2019 28 juillet 2019 30 juillet 2019 24 février 2019 15 septembre 2019 1er novembre 2019 |
| Snooker Shoot-Out 2019                        | 24 février 2019              | Thepchaiya Un-Nooh | Ronnie O'Sullivan Judd Trump Kyren Wilson Matthew Selt Martin Gould Neil Roberston Shaun Murphy Mark Selby Mark Allen Stuart Bingham John Higgins Yan Bingtao Stephen Maguire Thepchaiya Un-Nooh Reanne Evans Jimmy White | 11 novembre 2018 20 janvier 2019 10 février 2019 3 mars 2019 14 mars 2019 7 avril 2019 29 septembre 2019 20 octobre 2019 16 décembre 2018 17 mars 2019 6 mai 2019 28 juillet 2019 30 juillet 2019 24 février 2019 15 septembre 2019 1er novembre 2019 |
| Championnat du monde à six billes rouges 2019 | 7 septembre 2019             | Stephen Maguire    | Ronnie O'Sullivan Judd Trump Kyren Wilson Matthew Selt Martin Gould Neil Roberston Shaun Murphy Mark Selby Mark Allen Stuart Bingham John Higgins Yan Bingtao Stephen Maguire Thepchaiya Un-Nooh Reanne Evans Jimmy White | 11 novembre 2018 20 janvier 2019 10 février 2019 3 mars 2019 14 mars 2019 7 avril 2019 29 septembre 2019 20 octobre 2019 16 décembre 2018 17 mars 2019 6 mai 2019 28 juillet 2019 30 juillet 2019 24 février 2019 15 septembre 2019 1er novembre 2019 |
| Championnat du monde féminin 2019             | 23 juin 2019                 | Reanne Evans       | Ronnie O'Sullivan Judd Trump Kyren Wilson Matthew Selt Martin Gould Neil Roberston Shaun Murphy Mark Selby Mark Allen Stuart Bingham John Higgins Yan Bingtao Stephen Maguire Thepchaiya Un-Nooh Reanne Evans Jimmy White | 11 novembre 2018 20 janvier 2019 10 février 2019 3 mars 2019 14 mars 2019 7 avril 2019 29 septembre 2019 20 octobre 2019 16 décembre 2018 17 mars 2019 6 mai 2019 28 juillet 2019 30 juillet 2019 24 février 2019 15 septembre 2019 1er novembre 2019 |
| Championnat du monde seniors 2019             | 18 août 2019                 | Jimmy White        | Ronnie O'Sullivan Judd Trump Kyren Wilson Matthew Selt Martin Gould Neil Roberston Shaun Murphy Mark Selby Mark Allen Stuart Bingham John Higgins Yan Bingtao Stephen Maguire Thepchaiya Un-Nooh Reanne Evans Jimmy White | 11 novembre 2018 20 janvier 2019 10 février 2019 3 mars 2019 14 mars 2019 7 avril 2019 29 septembre 2019 20 octobre 2019 16 décembre 2018 17 mars 2019 6 mai 2019 28 juillet 2019 30 juillet 2019 24 février 2019 15 septembre 2019 1er novembre 2019 |

## Résumé
Le tournoi réunit seize participants répartis dans quatre groupes de quatre joueurs chacun. Les têtes de série, au nombre de huit, sont désignées en fonction de leur classement. Les quatre premières têtes de série sont placées dans des groupes différents. En tant que champion sortant, Ronnie O'Sullivan est désigné tête de série no 1. Le champion du monde, Judd Trump, est tête de série no 2, Mark Selby est le no 3, et Neil Robertson le no 4. La compétition avance au rythme d'un groupe par jour. Elle adopte un format à élimination directe, contrairement aux tournois toutes rondes traditionnels,.

### Tournoi toutes rondes
Le tournoi commence le 4 novembre 2019 avec les rencontres du quatrième groupe. Le premier match oppose Neil Robertson au vainqueur du championnat de la ligue 2019, Martin Gould. Robertson défait Gould (4-0). Le break le plus élevé de la rencontre est un modeste 67. Le match suivante oppose le vainqueur du dernier championnat de Chine, Shaun Murphy, à Reanne Evans, championne du monde de snooker féminin. Peu de temps avant le début du match, elle explique aux médias que même-si c'est un honneur de participer à ce tournoi alors qu'elle ne fait pas partie du circuit mondial de snooker, il y a des disparités importantes entre le circuit masculin et le circuit féminin. À titre d'exemple, elle explique que le prix qu'elle a reçu pour sa participation correspond au double des gains qu'elle a enregistré sur le circuit féminin, malgré douze titres de championnat du monde. 
Murphy prend rapidement les commandes du match, gagnant les trois premières manches, mais Evans s'empare des trois suivantes. La décision se fait donc dans une manche décisive. Evans manque un coup de défense (safety shot en anglais), ce qui permet à Murphy de prendre la main et d'inscrire un centurie (130 points), pour une victoire 4-3. 

## Tableau
|  | Demi-finales du groupe (Premier tour) au meilleur des 7 manches | Demi-finales du groupe (Premier tour) au meilleur des 7 manches | Demi-finales du groupe (Premier tour) au meilleur des 7 manches |   |                   | Finale du groupe (Quarts de finale) au meilleur des 11 manches | Finale du groupe (Quarts de finale) au meilleur des 11 manches | Finale du groupe (Quarts de finale) au meilleur des 11 manches |   |  | Demi-finales au meilleur des 11 manches | Demi-finales au meilleur des 11 manches | Demi-finales au meilleur des 11 manches |    |  | Finale au meilleur des 19 manches | Finale au meilleur des 19 manches | Finale au meilleur des 19 manches |
|  |                                                                 |                                                                 |                                                                 |   |                   |                                                                |                                                                |                                                                |   |  |                                         |                                         |                                         |    |  |                                   |                                   |                                   |
|  |                                                                 | Ronnie O'Sullivan                                               | 4                                                               |   |                   |                                                                |                                                                |                                                                |   |  |                                         |                                         |                                         |    |  |                                   |                                   |                                   |
|  |                                                                 | Jimmy White                                                     | 3                                                               |   |                   |                                                                |                                                                |                                                                |   |  |                                         |                                         |                                         |    |  |                                   |                                   |                                   |
|  |                                                                 | Jimmy White                                                     | 3                                                               |   | Ronnie O'Sullivan | 6                                                              |                                                                |                                                                |   |  |                                         |                                         |                                         |    |  |                                   |                                   |                                   |
|  | Groupe 1 (7 Novembre)                                           |                                                                 |                                                                 |   | Ronnie O'Sullivan | 6                                                              |                                                                |                                                                |   |  |                                         |                                         |                                         |    |  |                                   |                                   |                                   |
|  |                                                                 |                                                                 | John Higgins                                                    | 3 |                   |                                                                |                                                                |                                                                |   |  |                                         |                                         |                                         |    |  |                                   |                                   |                                   |
|  |                                                                 | John Higgins                                                    | John Higgins                                                    | 3 | 4                 |                                                                |                                                                |                                                                |   |  |                                         |                                         |                                         |    |  |                                   |                                   |                                   |
|  |                                                                 | John Higgins                                                    |                                                                 |   | 4                 |                                                                |                                                                |                                                                |   |  |                                         |                                         |                                         |    |  |                                   |                                   |                                   |
|  |                                                                 | Stuart Bingham                                                  | 2                                                               |   |                   |                                                                |                                                                |                                                                |   |  |                                         |                                         |                                         |    |  |                                   |                                   |                                   |
|  |                                                                 |                                                                 |                                                                 |   |                   |                                                                |                                                                | Ronnie O'Sullivan                                              | 5 |  |                                         |                                         |                                         |    |  |                                   |                                   |                                   |
|  |                                                                 |                                                                 |                                                                 |   |                   |                                                                |                                                                |                                                                | 5 |  |                                         |                                         |                                         |    |  |                                   |                                   |                                   |
|  |                                                                 |                                                                 | Neil Robertson                                                  | 6 |                   |                                                                |                                                                |                                                                |   |  |                                         |                                         |                                         |    |  |                                   |                                   |                                   |
|  |                                                                 | Neil Robertson                                                  | Neil Robertson                                                  | 6 | 4                 |                                                                |                                                                |                                                                |   |  |                                         |                                         |                                         |    |  |                                   |                                   |                                   |
|  |                                                                 | Neil Robertson                                                  |                                                                 |   | 4                 |                                                                |                                                                |                                                                |   |  |                                         |                                         |                                         |    |  |                                   |                                   |                                   |
|  |                                                                 | Martin Gould                                                    | 0                                                               |   |                   |                                                                |                                                                |                                                                |   |  |                                         |                                         |                                         |    |  |                                   |                                   |                                   |
|  |                                                                 | Martin Gould                                                    | 0                                                               |   | Neil Robertson    | 6                                                              |                                                                |                                                                |   |  |                                         |                                         |                                         |    |  |                                   |                                   |                                   |
|  | Groupe 4 (4 Novembre)                                           |                                                                 |                                                                 |   | Neil Robertson    | 6                                                              |                                                                |                                                                |   |  |                                         |                                         |                                         |    |  |                                   |                                   |                                   |
|  |                                                                 |                                                                 | Shaun Murphy                                                    | 5 |                   |                                                                |                                                                |                                                                |   |  |                                         |                                         |                                         |    |  |                                   |                                   |                                   |
|  |                                                                 | Shaun Murphy                                                    | Shaun Murphy                                                    | 5 | 4                 |                                                                |                                                                |                                                                |   |  |                                         |                                         |                                         |    |  |                                   |                                   |                                   |
|  |                                                                 | Shaun Murphy                                                    |                                                                 |   | 4                 |                                                                |                                                                |                                                                |   |  |                                         |                                         |                                         |    |  |                                   |                                   |                                   |
|  |                                                                 | Reanne Evans                                                    | 3                                                               |   |                   |                                                                |                                                                |                                                                |   |  |                                         |                                         |                                         |    |  |                                   |                                   |                                   |
|  |                                                                 |                                                                 |                                                                 |   |                   |                                                                |                                                                |                                                                |   |  |                                         |                                         | Neil Robertson                          | 10 |  |                                   |                                   |                                   |
|  |                                                                 |                                                                 |                                                                 |   |                   |                                                                |                                                                |                                                                |   |  |                                         |                                         |                                         | 10 |  |                                   |                                   |                                   |
|  |                                                                 |                                                                 | Judd Trump                                                      | 9 |                   |                                                                |                                                                |                                                                |   |  |                                         |                                         |                                         |    |  |                                   |                                   |                                   |
|  |                                                                 | Mark Selby                                                      | Judd Trump                                                      | 9 | 4                 |                                                                |                                                                |                                                                |   |  |                                         |                                         |                                         |    |  |                                   |                                   |                                   |
|  |                                                                 | Mark Selby                                                      |                                                                 |   | 4                 |                                                                |                                                                |                                                                |   |  |                                         |                                         |                                         |    |  |                                   |                                   |                                   |
|  |                                                                 | Yan Bingtao                                                     | 0                                                               |   |                   |                                                                |                                                                |                                                                |   |  |                                         |                                         |                                         |    |  |                                   |                                   |                                   |
|  |                                                                 | Yan Bingtao                                                     | 0                                                               |   | Mark Selby        | 2                                                              |                                                                |                                                                |   |  |                                         |                                         |                                         |    |  |                                   |                                   |                                   |
|  | Groupe 3 (5 Novembre)                                           |                                                                 |                                                                 |   | Mark Selby        | 2                                                              |                                                                |                                                                |   |  |                                         |                                         |                                         |    |  |                                   |                                   |                                   |
|  |                                                                 |                                                                 | Mark Allen                                                      | 6 |                   |                                                                |                                                                |                                                                |   |  |                                         |                                         |                                         |    |  |                                   |                                   |                                   |
|  |                                                                 | Mark Allen                                                      | Mark Allen                                                      | 6 | 4                 |                                                                |                                                                |                                                                |   |  |                                         |                                         |                                         |    |  |                                   |                                   |                                   |
|  |                                                                 | Mark Allen                                                      |                                                                 |   | 4                 |                                                                |                                                                |                                                                |   |  |                                         |                                         |                                         |    |  |                                   |                                   |                                   |
|  |                                                                 | Matthew Selt                                                    | 2                                                               |   |                   |                                                                |                                                                |                                                                |   |  |                                         |                                         |                                         |    |  |                                   |                                   |                                   |
|  |                                                                 |                                                                 |                                                                 |   |                   |                                                                |                                                                | Mark Allen                                                     | 4 |  |                                         |                                         |                                         |    |  |                                   |                                   |                                   |
|  |                                                                 |                                                                 |                                                                 |   |                   |                                                                |                                                                |                                                                | 4 |  |                                         |                                         |                                         |    |  |                                   |                                   |                                   |
|  |                                                                 |                                                                 | Judd Trump                                                      | 6 |                   |                                                                |                                                                |                                                                |   |  |                                         |                                         |                                         |    |  |                                   |                                   |                                   |
|  |                                                                 | Judd Trump                                                      | Judd Trump                                                      | 6 | 4                 |                                                                |                                                                |                                                                |   |  |                                         |                                         |                                         |    |  |                                   |                                   |                                   |
|  |                                                                 | Judd Trump                                                      |                                                                 |   | 4                 |                                                                |                                                                |                                                                |   |  |                                         |                                         |                                         |    |  |                                   |                                   |                                   |
|  |                                                                 | Stephen Maguire                                                 | 0                                                               |   |                   |                                                                |                                                                |                                                                |   |  |                                         |                                         |                                         |    |  |                                   |                                   |                                   |
|  |                                                                 | Stephen Maguire                                                 | 0                                                               |   | Judd Trump        | 6                                                              |                                                                |                                                                |   |  |                                         |                                         |                                         |    |  |                                   |                                   |                                   |
|  | Groupe 2 (6 Novembre)                                           |                                                                 |                                                                 |   | Judd Trump        | 6                                                              |                                                                |                                                                |   |  |                                         |                                         |                                         |    |  |                                   |                                   |                                   |
|  |                                                                 |                                                                 | Thepchaiya Un-Nooh                                              | 3 |                   |                                                                |                                                                |                                                                |   |  |                                         |                                         |                                         |    |  |                                   |                                   |                                   |
|  |                                                                 | Kyren Wilson                                                    | Thepchaiya Un-Nooh                                              | 3 | 3                 |                                                                |                                                                |                                                                |   |  |                                         |                                         |                                         |    |  |                                   |                                   |                                   |
|  |                                                                 | Kyren Wilson                                                    |                                                                 |   | 3                 |                                                                |                                                                |                                                                |   |  |                                         |                                         |                                         |    |  |                                   |                                   |                                   |
|  |                                                                 | Thepchaiya Un-Nooh                                              | 4                                                               |   |                   |                                                                |                                                                |                                                                |   |  |                                         |                                         |                                         |    |  |                                   |                                   |                                   |

## Finale
| Finale au meilleur des 19 manches Arbitre : Desislava Bozhilova |                          |                       |
| Neil Robertson Australie                                        | 10 - 9 ( - )             | Judd Trump Angleterre |
| 5 137                                                           | Centuries Meilleur break | 3 127                 |
| Neil Robertson remporte le Champion des champions 2019          |                          |                       |

## Centuries
- 140, 108, 106  Mark Allen
- 137, 135, 135, 112, 111, 108, 104, 100  Neil Robertson
- 130  Shaun Murphy
- 128, 127, 121, 119, 114, 102  Judd Trump
- 104  Ronnie O'Sullivan
- 102  Kyren Wilson